# Synchlora decorata
Synchlora decorata là một loài bướm đêm trong họ Geometridae.